# Otto Salomon
Otto Salomon (Pseudonym Otto Bruder und Otto Johannes Bernt) (* 7. Juli 1889 in Frankfurt am Main; † 17. Mai 1971 in Zollikerberg) war ein deutscher Verleger und Schriftsteller.

## Leben
Otto Salomon entstammte einer liberalen jüdischen Kaufmannsfamilie; er konvertierte zum christlichen Glauben und wurde 1911 getauft.
Nachdem er eine kaufmännische Lehre erhalten hatte, begann er 1913 ein Schauspielstudium in Frankfurt am Main und wurde 1914 Dramaturg in Bonn.
Er leistete während des Ersten Weltkriegs seinen Militärdienst und war anschliessend Student der Germanistik und Kunstgeschichte an der Universität München; während dieser Zeit spielte er Rollen im Studententheater.
In der Zeit von 1922 an leitete er den Christian Kaiser Verlag in München, bis er 1938 in die Schweiz emigrierte; er war u. a. der Lektor von Dietrich Bonhoeffer; mit dem ebenfalls im Kaiser Verlag vertretenen Karl Barth war Salomon auch in Kontakt. Während seines Aufenthaltes in München befreundete er sich mit dem Philosophiestudenten Helmut Gollwitzer.
Am 24. September 1939 begegnete er in Zollikon dem Theologen Karl Barth, nachdem er bereits Briefkontakt hatte. Barth setzte sich für ihn beim späteren ersten Generalsekretär des Ökumenischen Rats der Kirchen, Willem Adolf Visser’t Hooft (1900–1985), ein. Salomon wurde von 1939 bis 1948 Mitarbeiter beim Ökumenenischen Rat der Kirchen in Genf, bis er von 1947 bis 1950 Lektor beim Gotthelf-Verlag in Bern war. 1950 wurde er Leiter des Zwingli-Verlags in Zürich und blieb bis 1958 in dieser Stellung. Er konnte 1954 Klaus Schädelin überzeugen, dessen Gockel-Geschichten mit dem Buch Mein Name ist Eugen zu veröffentlichen.
Er gründete den Flamberg-Verlag, der später vom Zwingli-Verlag übernommen wurde.
Otto Salomon heiratete 1930 Elfriede (geb. Weber), eine Enkelin des Theologen Christoph Friedrich Blumhardt, der Salomon religiös tief prägte.

### Flucht in die Schweiz
Als die politische Gefahr für Juden zunahm, versteckte Verlagsinhaber Albert Lempp (Christian Kaiser Verlag) Salomon in einer Hinterkammer des Verlagsbüros. Später verhalf er ihm anlässlich eines fingierten Urlaubs in Landeck (Tirol), zu seiner Flucht in die Schweiz. Karl Barth war über die Flucht informiert.

## Gesellschaftliches Wirken
Otto Salomon stand der christlichen Wandervogel-Jugendbewegung nahe und arbeitete im Neuwerkkreis von Günther Dehn ebenso mit wie in der, mit diesem verbundenen, neuhutterischen Bruderhof-Bewegung von Eberhard Arnold und dessen Ehefrau Emmy. Auf deren Hof in Sannerz bei Schlüchtern gehörte er von Juli 1920 bis Januar 1922 zu den ersten Bewohnern; er verliess jedoch den Hof, weil jeder der kam, aufgenommen wurde, während ihm eine geschlossenere geistliche Gemeinschaft als Kern der Siedlung notwendig erschien.
Während des Aufenthaltes von Dietrich Bonhoeffer in der Schweiz stand er deswegen im brieflichen Kontakt mit Karl Barth; auch der Schriftverkehr von Dietrich Bonhoeffer mit Karl Barth ging über die Adresse von Otto Salomon.

## Schriftstellerisches Wirken
Salomon verfasste unter dem Pseudonym Otto Bruder Lyrik, Dramen, Romane, Laienspiele und Erzählungen; einige Lyrik veröffentlichte er unter dem Pseudonym Otto Johannes Bernt. Von Salomon stammt unter anderem das Weihnachtslied Stern und Engel, Hirten und die Weisen, das Paul Ernst Ruppel 1967 vertonte. Er verfasste auch eine größere Zahl der Sonnenlieder.
Seine Schrift Das Dorf auf dem Berge war in der Liste des schädlichen und unerwünschten Schrifttums der Nationalsozialisten.

## Ehrungen und Auszeichnungen
1959 ernannte die Universität Zürich Otto Salomon honoris causa zum Dr. theol.

## Schriften (Auswahl)
- Die Krankheit: ein Tagebuch. Schlüchtern: Neuwerkverlag, 1924.
- Ein Spiel vom heiligen Franz: wie das Wort zu ihm kam. Schlüchtern: Neuwerk-Verlag, 1926.
- Die zehn Jungfrauen – ein Spiel von der Bereitschaft. München, C. Kaiser, 1926.
- Otto Salomon; Eduard Reinacher: Stimme der Erde. München, C. Kaiser, 1928.
- Grenzmark. München Chr. Kaiser 1930.
- Von Pontius zu Pilatus. München, C. Kaiser, 1931.
- Das Erbe, ein mythisches Spiel. München, C. Kaiser, 1932.
- Luther der Kämpfer: ein chorisches Feierspiel. München, 1933.
- Die Hirten: ein Weihnachtsgruss. Zürich: Rutimann, 1938.
- Das Dorf auf dem Berge. Zollikon: Verl. der Evangelische Buchhandlung, 1939.
- Feiernde Gemeinde: Geistliche Gedichte und Lieder. Zollikon-Zürich: Verlag der Evangelisch Buchhandlung, 1939.
- Paul Vogt; Wilhelm Vischer; Otto Salomon: Juden, Christen, Judenchristen: Ein Ruf an die Christenheit. Zollikon: Verlag der Evangelischen Buchhandlung, 1939.
- Feiernde Gemeinde – geistliche Gedichte und Lieder. Zollikon-Zürich Verlag der Evangelischen Buchhandlung 1939.
- Otto Salomon-Weber; Fritz Deringer; A. Kappers; Willem Gerrit Van de Hulst: Helfen macht froh. Zollikon-Zürich: Evangelischer Verlag, 1941.
- Jugend und Kirche. Zollikon Evangelischer Verlag 1941.
- Der Adler und die Taube: Erzählung aus der urchristlichen Gemeinde. Zollikon-Zürich: Evangelischer Verlag 1942.
- Der Rabenhans. Zollikon-Zürich: Evangelischer Verlag, 1946.
- Lebendige Gemeinden: Dokumente über den Aufbau der Einzelgemeinden in der Kirchen der letzten zehn Jahre. Zürich: Gotthelf-Verlag, 1947.
- Die Insel Trisur. Zürich, Artemis-Verlag 1947.
- Die Unzertrennlichen. Zollikon-Zürich: Evangelischer Verlag, 1948.
- Die Urgemeinde und Wir: ein Gang durch die Apostelgeschichte des Lukas. Zürich: Gotthelf, 1948.
- Otto Salomon-Weber; Giovanni Müller: Die Unzertrennlichen. Zollikon-Zürich: Evangelischer Verlag 1948.
- Um den Glauben: Ein evangelisches Frauenspiel. Zürich: Verlag Junge Kirche, Bund evangelische Jugend der Schweiz, 1948.
- Brot und Salz: die Geschichten des Gastfreundes. 1948.
- Daniel auf der Galeere: Eine Hugenottenerzählung. Basel: Fr. Reinhardt 1949.
- Johann Christoph Blumhardt; Otto Bruder; Wolfgang J. Bittner: Ausgewählte Schriften in drei Bänden: Seelsorge, Glaubensfragen, Seelsorge, Briefe, Gebete, Lieder. Giessen Brunnen-Verlag 1949.
- Zu den Heilungen Blumhardts. München, C. Kaiser, 1950.
- Himmelschlüssel. Gwatt/Thun Verlag der jungen Kirche Schlüchtern/Habertshof Neuwerk-Verlag 1950.
- Das Herbergsuchen: Ein Heiligabendspiel nach einem alten Volksspiel. Kassel; Basel: Bärenreiter-Verlag, 1950.
- Der Epheserbrief: für die Gemeinde ausgelegt. München: Chr. Kaiser Verlag, 1950.
- Die Märtyrer von Lyon: Ein Reformationsspiel. München Chr. Kaiser 1952.
- Gott ist Liebe: Die drei Briefe des Johannes ausgelegt von Otto Bruder. Zürich: Gotthelf Verlag, 1952.
- Bis dass Er kommt: der Weg der Gemeinde Christi auf Erden. Zürich; Frankfurt am Main: Gotthelf-Verlag, 1954.
- Rohrdommel in der Wüste. München, C. Kaiser, 1954.
- Hirtenbotschaft: Weihnachtsgeschichten und Weihnachtsgedichte. Zürich; Frankfurt am Main: Gotthelf-Verlag, 1958.
- Die Zukunft der Welt. Zürich, Zwingli Verlag 1959.
- Otto Bruder; Gerd Watkinson: Die verlorenen Brüder. München: Kaiser, 1959.
- Der Grendel. Zürich: Zwingli-Verlag, 1960.
- Gesammelte Werke von Otto Bruder. Zürich, Zwingli Verlag 1960.
- Abschaffung des Christentums? Zürich: Zwingli Verlag, 1960.
- Ole Sarvig; Otto Bruder: Das Menschenleben. Zürich: Flamberg, 1960.
- Die gebrechliche Welt. Zürich Zwingli Verlag 1961.
- Abendgang. Zürich, Flamberg 1962.
- Der gefundene Sohn: Ein Spiel zur Weihnachtszeit. Kassel; Basel: Bärenreiter-Verlag, 1963.
- Der Einzelne, die Kirche, die Welt. Zürich: Zwingli Verlag, 1963.
- Heute schauen wir vorwärts: ein Blumhardt-Brevier für alle Tage. Zürich; Stuttgart Zwingli-Verlag 1966.
- Kleine Christmette. Kassel; Basel: Bärenreiter-Verlag, 1967.
- Morgenwind. Witten, Berlin Eckart-Verlag, 1968.
- Vox humana. München, Chr. Kaiser 1970.